# Agrypnie (Band)
Agrypnie (Schlafstörung, von gr. άγρυπνος agrypnos bzw. lat. Agrypnia) begann im Jahre 2004 als Soloprojekt von Torsten Hirsch (Gesang bei Nocte Obducta, ehemals Gitarre bei Asaru, Area 51). Die Band wird unter anderem dem avantgardistischeren Black Metal (mit progressiven Zügen, Doom-Elementen und Post-Rock-Anleihen) zugeordnet. Die Band selbst klassifiziert sich als Post-Black-Metal, Torsten Hirsch betont aber, über „Szenezugehörigkeit und ähnlichen Unsinn“ nicht nachzudenken.

## Geschichte

### Split-Demo mit Fated undF51.4(2004–2006)
2005 erschien eine Split-Veröffentlichung mit der deutschen Death-Metal-Band Fated auf dem Umtrunk Mailorder.
Die nächste Veröffentlichung, ein im Alleingang von Torsten Hirsch eingespieltes eigenständiges Album, erschien 2006 beim Label Supreme Chaos Records unter dem Namen F51.4, lediglich die Texte kamen von Marcel Breuer (Gitarre, Texte, Gesang bei Nocte Obducta).
Der Albumtitel F51.4 bezieht sich auf das medizinische Diagnosesystem ICD-10 und steht für eine nichtorganische Schlafstörung, welche sich in nächtliche Episoden äußerster Furcht und Panik mit heftigem Schreien äußert. Torsten Hirsch selbst äußert sich nicht über die Bedeutung des Titels, hatte allerdings in der Vergangenheit Probleme mit Schlafstörungen und ist daher fasziniert davon, „wie sich Träume, Schlaf oder Schlafentzug auf Menschen auswirken“. Die Texte von F51.4 behandeln hauptsächlich Themen wie soziale Vereinsamung und Isolation, welche sich auch im Gesamtkonzept der Albengestaltung und der musikalischen Ausarbeitung wiederfinden.
Die Musik lässt sich stilistisch schwer zuordnen. Sie weist Elemente des (Post-)Black-Metal und des Death Metal auf. Häufig bemängelt wurde der klinisch sterile Klang des Drumcomputers, welcher auf den Konzerten durch einen menschlichen Schlagzeuger ersetzt wurde. Der Einsatz des Drumcomputers wurde von Torsten mit Geldmangel und der klanglich besseren Qualität begründet. Im Rückblick auf das Debütalbum findet er, die Musik klinge durch den Drumcomputer „etwas kälter“.

### Live-Einstand undExit(2007–2008)
Die erste Besetzung wurde von Torsten Hirsch, der live den Gesang übernahm, zusammengestellt und bestand aus René Schott (Ex-Rising Hate, Ex-The Crap, Ex-Angelus Mortis), Nikolaj „Nachtsturm“ Rüster, Andreas Ballnus (Philosophobia, Paul-Di’Anno-Band) und Carsten Pinkle (Cheeno, Ex-Affliction, Ex-Autumnblaze).
Am 2. Oktober 2007 hatte die Band in Darmstadt ihren Live-Einstand. Gitarrist Nikolaj wurde durch Dominik P. (Wastefall) ersetzt. Weitere Auftritte waren auf dem Heidenei-Festival, welches am 6. April 2008 in Ludwigsburg in der Rock Fabrik stattfand, und auf dem Summer Breeze.
Das zweite Album, welches den Namen Exit trägt, erschien im August 2008. Es enthält elf Stücke und hat eine Gesamtspielzeit von mehr als 60 Minuten. Die Texte wurden dieses Mal, mit Ausnahme von Fenster zum Hof, Wohin, Schwarz und In den Weiten (von Marco V.) nicht von Marcel, sondern von Torsten Hirsch verfasst. Der Drumcomputer wurde durch René Schott am Schlagzeug ersetzt, der schon seit 2007 zur Formation gehörte.

### 16[485]und ersteFlammentriebe-Tournee (2009–2011)
Im Dezember 2009 wurden Dominik P. und Andreas Ballnus durch Martin K. und Patrick Baumann (Melkor, Ex-Nocte Obducta) ersetzt.
Nach mehreren Verschiebungen erschien im Dezember 2009 ein bereits im August 2009 aufgenommenes Album mit dem Titel 16[485]. Der Produzent Phil steuerte die E-Bass-Spuren bei, René Schott spielte das Schlagzeug ein, und Torsten Hirsch sang und spielte Gitarre. Der Text zu 16[485]/Brücke aus Glas stammt von Eïs-Komponist Alboin. Dieser sang den Song seitdem gelegentlich bei Konzerten zusammen mit Torsten.
Ebenfalls im Januar 2010 ersetzte Matthias „Nathanael“ S. (Heretoir, Thränenkind, Bonjour Tristesse) Carsten, der aufgrund privater Umstände die Band verließ, am Bass. Seit 2010 ist zudem Schlagzeuger Phil Hertrich (Hellscape, Ex-Rising Hate, Ex-Violation) als Live-Vertretung für René gelegentlich für die Band aktiv.
Bei der ersten Runde der Flammentriebe-Tournee (zusammen mit Dornenreich) bereiste man Deutschland, Österreich und die Schweiz.

### ZweiteFlammentriebe-Tournee,Asche-EP undAetas Cineris(2011–2013)
Im Oktober 2011 wurde die Flammentriebe-Tournee fortgesetzt und auf die Niederlande, Tschechien und Italien ausgedehnt. Es half im Zuge dessen bereits der spätere Gitarrist David „Eklatanz“ C. (Heretoir, Live-Gitarre für Thränenkind) für Patrick aus. Im November 2011 erschien die Asche-EP als Vorgeschmack für ein neues Album, da man zwar bereits im Juli 2011 im Studio einspielte, die Aufnahmen aus zeittechnischen und organisatorischen Gründen jedoch unterbrechen musste und erst im September 2012 fortsetzen konnte.
Zum Jahreswechsel ersetzte David „Eklatanz“ C. den scheidenden Gitarristen Patrick Baumann und im Juni 2012 trat der bisherige Live-Keyboarder Sebastian „Flange“ Fürst (Nocte Obducta) fest bei.
Im Sommer 2012 spielten Agrypnie (u. a. mit Dornenreich, Cannibal Corpse, Der Weg einer Freiheit, Eisregen) beim Extremefest in Hünxe und (u. a. mit Dark Tranquillity, Paradise Lost (Band), Behemoth (Band)) beim Summer Breeze.
Am 15. März 2013 erschien bei Supreme Chaos Records das Album Aetas Cineris, auf dem sich auch die Stücke Gnosis und Erwachen von der Asche-EP wiederfinden. Die Veröffentlichung ging mit der Aetas-Cineris-Tournee (zusammen mit Heretoir, Der Weg einer Freiheit und diversen lokalen Bands, wie Ruk Yale Ketema, Orcus Patera, Warcult, Karg! und Dead Alone) einher.
Im März 2014 stieg Nathanael am Bass aus persönlichen Gründen nach vier Jahren aus. Er wurde durch den früheren Gitarristen der Band, Andreas Ballnus, ersetzt. Für den Oktober 2014 wurde eine Tournee zum zehnjährigen Bandbestehen umgesetzt. Da Rene Schott für die Tournee nicht zur Verfügung stand, vertrat ihn Moe Harringer von Mammon am Schlagzeug. Bereits für den Juli 2014 geplante Aufnahmen für einen Re-Release des Songmaterials von der Split Demo mit Fated aus dem Jahr 2005 mussten vorerst verschoben werden. Ein neues Album ist ebenfalls in Planung.
Im November 2014 wurde über die Facebookseite kommuniziert, dass Rene Schott die Band aus persönlichen Gründen nach sieben Jahren verlassen werde. Der aktuelle Tournee-Schlagzeuger Moe Harringer wurde daraufhin als permanenter Ersatz für Rene bestätigt.
Im Sommer 2017 spielte Martin sein letztes Konzert auf dem Wolfszeit-Festival und verließ die Band aus privaten Gründen.
Zu Beginn des Jahres 2018 verließ David die Band ebenfalls aus privaten Gründen.
Am 13. September 2024 erscheint das siebte Album Erg, unter anderem mit den Stücken Aus rauchlosem Feuer und Blut Teil I, welche schon im Juli 2024 vorab veröffentlicht wurden.

## Diskographie
- 2005: Agrypnie vs. Fated (Split-Demo mit Fated, CD, Umtrunk Mailordner)
- 2006: F51.4 (Album, CD, Supreme Chaos Records)
- 2008: Exit (Album, CD, Supreme Chaos Records)
- 2009: 16[485] (Album, CD, Supreme Chaos Records)
- 2011: Asche (EP, CD, Supreme Chaos Records)
- 2013: Aetas Cineris (Album, CD/CD+DVD/2xLP, Supreme Chaos Records)
- 2018: Grenzgænger (Album, CD/2xCD/2xLP, Supreme Chaos Records)
- 2018: Pavor Nocturnus (Kompilation, CD/2xLP/2xLP+7”-Vinyl, Supreme Chaos Records)
- 2021: Metamorphosis (Album, CD/2xLP, AOP Records; MC, Razorbleed Productions)
- 2024: Erg (Album, CD/LP, AOP Records)

## Musikvideos
- 2021: Verwüstung (Regie/Produktion: Andreas J. Borsodi)
- 2024: Blut mit P.G. von Groza (Regie/Produktion: Oliver König und Klara Bachmair)